# Сапогівська сільська рада (Борщівський район)
Сапогі́вська сільська́ ра́да — колишня адміністративно-територіальна одиниця та орган місцевого самоврядування в Чортківському районі Тернопільської області. Адміністративний центр — с. Сапогів.

## Загальні відомості
- Територія ради: 3,493 км²
- Населення ради: 876 осіб (станом на 2001 рік)

До 19 липня 2020 р. належала до Борщівського району.
20 листопада 2020 р. увійшла до складу Борщівської міської ради.

## Населені пункти
Сільській раді були підпорядковані населені пункти:
- с. Сапогів

## Населення
Згідно з переписом УРСР 1989 року чисельність наявного населення сільської ради становила 915 осіб, з яких 417 чоловіків та 498 жінок.
За переписом населення України 2001 року в сільській раді мешкало 876 осіб.

### Мова
Розподіл населення за рідною мовою за даними перепису 2001 року:
| Мова       | Відсоток |
| ---------- | -------- |
| українська | 99,89 %  |
| молдовська | 0,11 %   |

## Склад ради
Рада складається з 16 депутатів та голови.
- Голова ради:
- Секретар ради: Басараба Оксана Іллівна

### Керівний склад попередніх скликань
| Прізвище, ім'я, по батькові | Основні відомості                                    | Дата обрання | Дата звільнення |
| --------------------------- | ---------------------------------------------------- | ------------ | --------------- |
| Пушкар Віра Іванівна        | Сільський голова, 1954 року народження, позапартійна | 26.03.2006   | 31.10.2010      |

Примітка: таблиця складена за даними сайту Верховної Ради України

### Депутати
За результатами місцевих виборів 2010 року депутатами ради стали:

#### За суб'єктами висування
| Суб'єкт висування                     | Кількість обраних депутатів | %    |
| ------------------------------------- | --------------------------- | ---- |
| Самовисування                         | 15                          | 93,8 |
| Політична партія Народний Рух України | 1                           | 6,3  |

#### За округами
| № округу                              | Прізвище, ім'я, по батькові     | Дата визнання обраним | Освіта  | Партійна приналежність      | Відомості про обраного депутата                                |
| ------------------------------------- | ------------------------------- | --------------------- | ------- | --------------------------- | -------------------------------------------------------------- |
| Політична партія Народний Рух України |                                 |                       |         |                             |                                                                |
| 7                                     | Басараба Оксана Іллівна         | 31.10.2010            | середня | член Народного Руху України | Сапогівська сільська рада, секретар сільські ради              |
| Самовисування                         |                                 |                       |         |                             |                                                                |
| 1                                     | Лозінська Інна Іванівна         | 31.10.2010            | середня | позапартійна                | тимчасово не працює                                            |
| 2                                     | Андрійчук Степан Іванович       | 31.10.2010            | середня | позапартійний               | ТзОВ"Перейми", тракторист                                      |
| 3                                     | Колтовська Надія Петрівна       | 31.10.2010            | середня | позапартійна                | тимчасово не працює                                            |
| 4                                     | Дикун Наталія Йосафатівна       | 31.10.2010            | вища    | позапартійна                | Сапогівська сільська рада, головний бухгалтер                  |
| 5                                     | Шевчук Орися Ільківна           | 31.10.2010            | вища    | позапартійна                | Борщівський відділ земельних ресурсів, спеціаліст ІІ категорії |
| 6                                     | Стахнік Уляна Степанівна        | 31.10.2010            | вища    | позапартійна                | Сапогівська загальноосвітня школа ІІ ст., вчитель              |
| 8                                     | Томкевич Мар'яна Василівна      | 31.10.2010            | вища    | позапартійна                | фельдшерсько-акушерський пункт с. Сапогів, патронажна м/д      |
| 9                                     | Пинило Галина Григорівна        | 31.10.2010            | вища    | позапартійна                | Сапогівська загальноосвітня школа І-ІІ ст., директор           |
| 10                                    | Чернятинська Наталія Степанівна | 31.10.2010            | вища    | позапартійна                | Дитячий садочок «Сонечко», зав.дитячим садочком                |
| 11                                    | Кирилюк Ольга Василівна         | 31.10.2010            | вища    | позапартійна                | тимчасово не працює                                            |
| 12                                    | Порощук Юрій Ількович           | 31.10.2010            | середня | позапартійний               | приватний підприємець                                          |
| 13                                    | Балан Роман Іванович            | 31.10.2010            | вища    | позапартійний               | приватний підприємець                                          |
| 14                                    | Сарабун Степан Васильович       | 31.10.2010            | середня | позапартійний               | тимчасово не працює                                            |
| 15                                    | Галушка Роман Франкович         | 31.10.2010            | середня | позапартійний               | тимчасово не працює                                            |
| 16                                    | Бережнюк Іванна Іванівна        | 31.10.2010            | середня | позапартійна                | тимчасово не працює                                            |